# Mabote (distrito)

Localização do distrito de Mabote em Moçambique

O distrito de Mabote está situado no interior da parte setentrional da província de Inhambane, em Moçambique. A sua sede é a vila de Mabote.
Tem limites, a norte com o distrito de Machaze da província de Manica, a norte e a leste com o distrito de Govuro, a leste com os distritos de Govuro, Inhassoro e Vilanculos, a sul com os distritos Massinga e de Funhalouro e a oeste com os distritos de Chigubo e Massangena da província de Gaza.
O distrito de Mabote tem uma superfície de 14 577 Km² e uma população de 45 101, de acordo com os resultados preliminares do Censo de 2007, tendo como resultado uma densidade populacional de 3,1 habitantes/Km². A população recenseada em 2007 representa um aumento de 13,7% em relação aos 39 661 habitantes registados no Censo de 1997.

## Divisão Administrativa
O distrito está dividido em três postos administrativos: (Mabote, Zimane e Zinave), compostos pelas seguintes localidades:
- Posto Administrativo de Mabote: 
  - Mabote
  - Papatane
  - Chitanga
- Posto Administrativo de Zimane: 
  - Benzane
  - Zimane
- Posto Administrativo de Zinave: 
  - Tanguane
  - Maculuve
  - Mussengue

## Ligação externa
Perfil do distrito de Mabote, Edição 2014